# Mariusz Zaruski

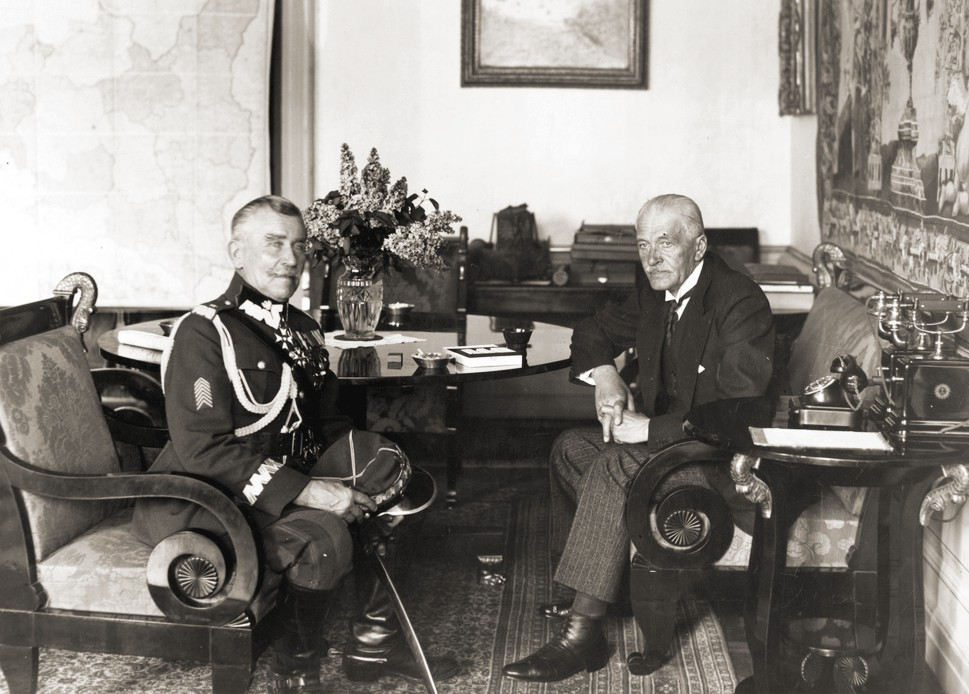
Na audienci u prezidenta Polské republiky Ignacy Mościcki v roce 1931

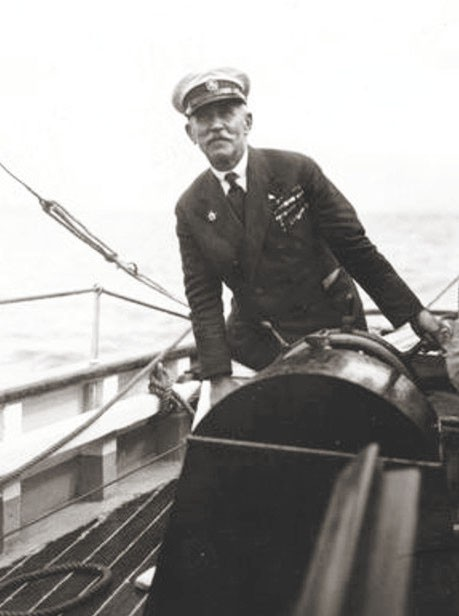
Plavba na plachetnici

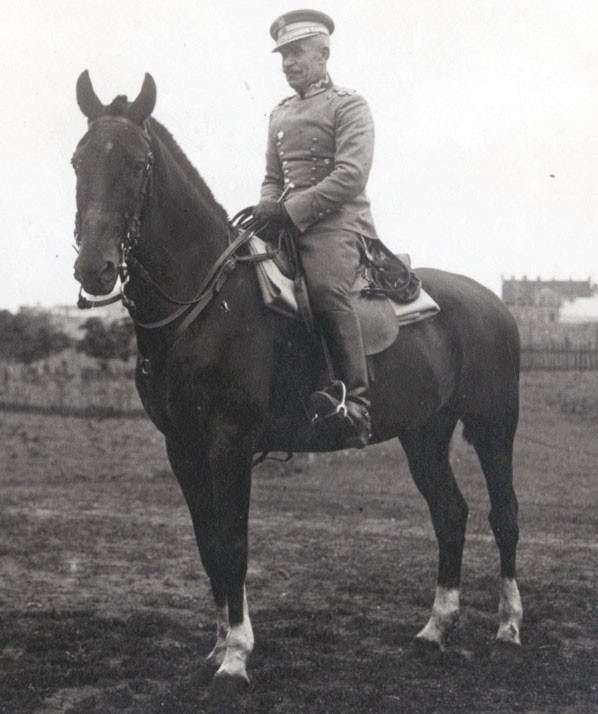
Generál Zaruski

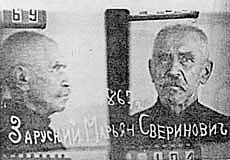
Poslední fotografie uvězněného jednotkami NKVD

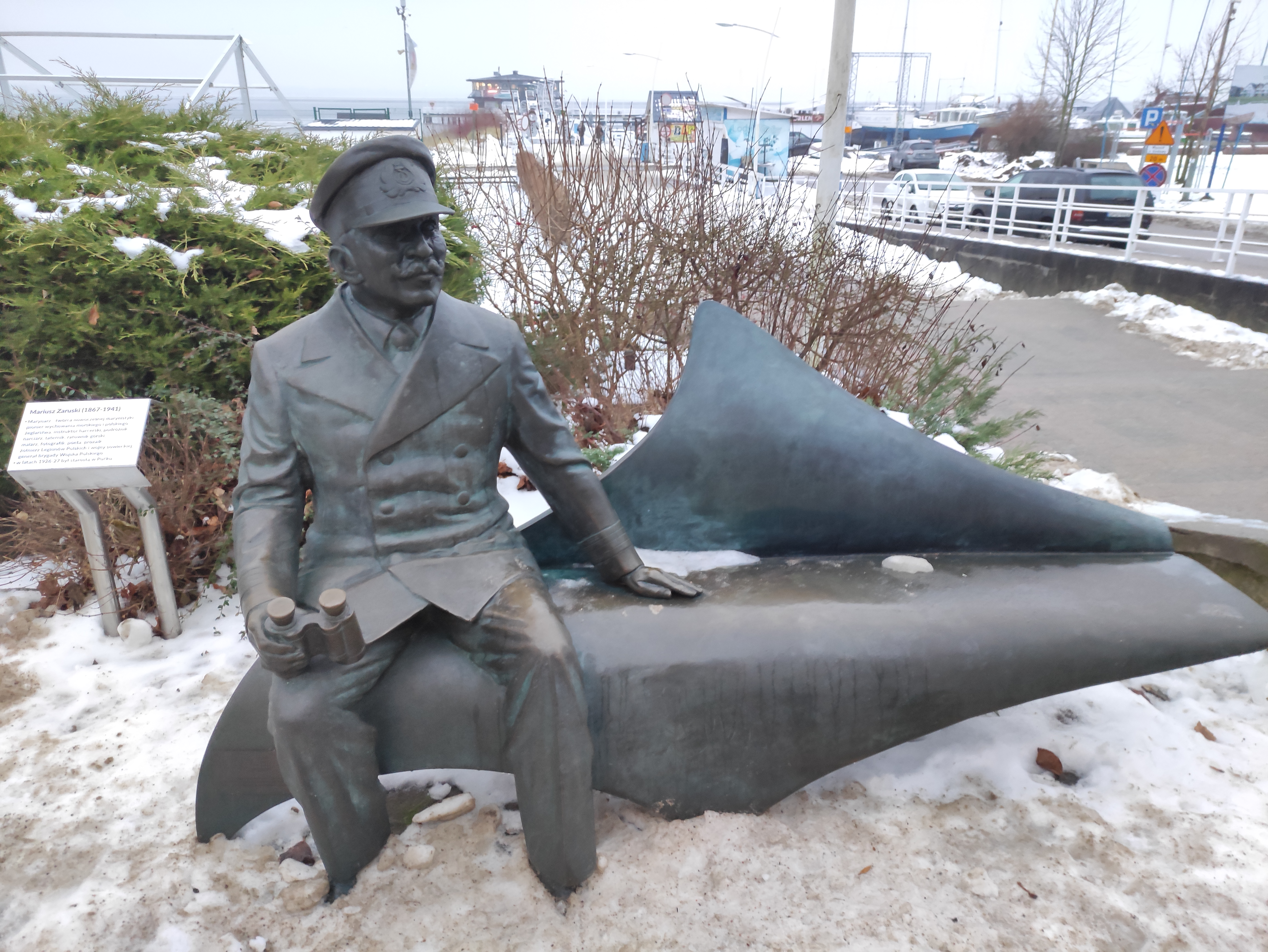
Pomník Ławeczka Mariusza Zaruskiego - w Pucku

Mariusz Zaruski (ukrajinsky Маріуш Заруський) (31. leden 1867 Dumaniv, Ukrajina – 8. květen 1941 Cherson) byl polský brigádní generál, námořník, pobočník polského prezidenta, cestovatel, fotograf, propagátor vysokohorské turistiky a lyžování ve Vysokých Tatrách, zakladatel polské horské záchranné služby.

## Životopis

### Studia
Studoval na všeobecněvzdělávací soukromé škole v obci Mohyliv-Podilskyj v Podolsku . Díky rodinnému prostředí se nepoddal poruštění. Vzdělání dokončil v Kamenci Podolském. Po maturitě v roce 1885 studoval na matematicko-fyzikální fakultě na Univerzitě v Oděse. Zde poprvé spatřil moře, které začal ztvárňovat na malířském plátně. Úspěšné pokusy ho přiměly k tomu, aby začal studovat na Vysoké škole výtvarných umění. Během prázdnin navštívil Dálný východ, Sibiř, Čínu, Japonsko, Indii, Egypt a Sýrii.

### Vyhnanství
Často se projevoval jako polský vlastenec, za což byl poslán do vyhnanství v Archangelsku, kde ukončil námořní školu. Aby mohl cestovat, musel se zaručit čestným slovem, že z vyhnanství neuteče. Na své první velké mořské plavbě na plachetnici Deržava se plavil arktickým oceánem do Norska. Později se po severních mořích plavil jako kapitán lodi Nadieżda.

### Tatranské aktivity
Z vyhnanství se vrátil do Oděsy, kde se oženil s Isabelou Kietlińskou. Pak odcestoval do Krakova, kde dokončil studium malířství na Akademii výtvarných umění (1901–1906). V roce 1907 se s nemocnou manželkou přestěhoval do Zakopaného, kde pomáhal budovat a vytyčovat nové turistické stezky, vzdělávat horské vůdce a inicioval založení Tatranské horské záchranné služby, jejímž se stal prvním náčelníkem.
Již před příchodem do Zakopaného navštěvoval Vysoké Tatry. Dne 3. ledna 1904 vystoupil na Giewont (první zimní výstup), 4. února 1904 na Krajnou a Prostřední kopu. Zimní prvovýstup udělal na Osobitou 23. ledna 1906, na severní vrchol Granátů (9. únor 1910), Orlí Basztu (14. březen 1910). Dne 21. března 1911 spolu s Januszem Żuławskim a skupinou horolezců udělal první zimní výstup na Ostrý Roháč a Plačlivé v Západních Tatrách. Jako první lyžaři přešli Chocholovskou dolinou na hřeben Volovce, pak k Roháčským plesům. Do dějin vysokohorského lyžování se zapsal mnoha prvovýstupy, například na Baníkov, Salatín, Zamarłu Turniu, Bobrovec, Kozie Czuby a Kozi Wierch, Malé Rysy, Východní Mengusovský štít a na mnohé jiné vrcholy. To vše v letech 1911–1914.
Vedl první tatranský lyžařský kurz, který se uskutečnil 25. prosince 1907 a zúčastnil se na prvních lyžařských závodech. Seskupil kolem sebe příznivce vysokohorského lyžování a začal systematicky používat lyže na zimních horolezeckých i vysokohorských túrách. V roce 1908 napsal příručku o lyžařství, která byla pravděpodobně v pořadí dvacátou napsanou na evropském kontinentu.

### Speleolog
Svůj čas rozděloval na práci v penzionu, který s manželkou vlastnil a na horolezecké a lyžařské akce. Navíc byl dobrým speleologem. V srpnu 1907 se společníky objevil jeskyni Juhaska v masivu Giewontu. V roce 1912 prozkoumal jeskyni Kresanica na jižních úbočích Červených vrchů a v září 1913 objevil nové chodby v jeskyni Kozia Grota. V roce 1913 spolu s Tadeuszem Korniłowiczem a Josefem Oppenheimem otevřeli horní okno jeskyně Kasprowy Nižné v Kasprově údolí v Západních Tatrách.
Byl členem Towarzystwa Tatrzańskiego, kde byl v roce 1913 zvolen do výkonného výboru Sekce ochrany přírody. V této sekci se v roce 1906 začal zabývat výzkumem lavin. Od něho pocházejí první lavinové mapy polských Tater.

### Služba ve vojsku
V první světové válce bojoval v rotě Zakopanských střelců. Od 19. února 1919 roku do října 1921 velel 11. pluku střelců. Za službu vlasti byl vyznamenán mnohými vojenskými medailemi. Dne 1. března 1923 byl jmenován generálním adjutantem prezidenta polské republiky Stanisława Wojciechowského. Dne 1. prosince 1924 byl povýšen do hodnosti brigádního generála. Vojenskou kariéru zakončil v roce 1926 odchodem do výslužby.

### Literární činnost
Bohatou činnost vykazoval na literárním poli. Články a knížkami o lyžařství, turistice, horolezectví a horské záchraně v Tatrách. Kromě toho psal básně, odborné statě o námořnictví a jiné. Dlouhá léta byl hlavním spolupracovníkem, pak i redaktorem týdeníku Zakopané. Organizoval polský jachting a vypracoval instrukce pro tento sport. Byl jeho nespornou autoritou. Poslední plavbu absolvoval v roce 1939.

### Vězení
Po vypuknutí druhé světové války věrný svým zásadám se rozhodl neopustit svou vlast. Sovětská státní bezpečnost NKVD ho zajistila a uvěznila ve Lvově. Onemocněl cholerou a ve věznici NKVD v Chersonu zemřel v roce 1941.

## Rodina
Seweryn - otec, Eufrozyna Iwanicki - matka, Stanisław - starší bratr, Bolesław - mladší bratr. Manželka - Izabela Kietlińska (sestra Kazimierza Kietlińskeho.)